# تمرین (صربستان)
۴۵°۲۵′ شمالی ۱۹°۵۳′ شرقی / ۴۵٫۴۱۷°شمالی ۱۹٫۸۸۳°شرقی
تمرین (به صربی: Темерин) شهری در استان خودمختار وویوودینا کشور صربستان است که جمعیت آن در سال ۲۰۰۶ میلادی ۲۰٫۱۲۷ نفر بوده‌است.

## جستارهای وابسته

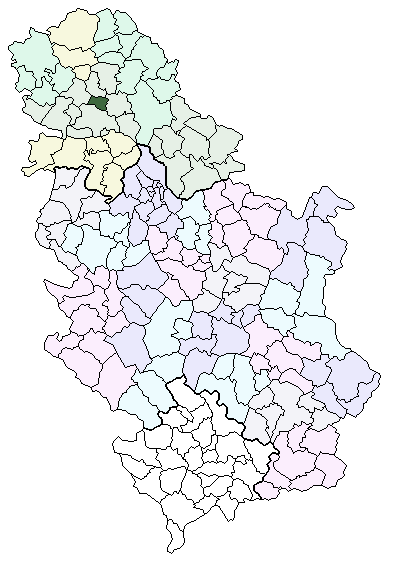